# Prisión y Granja Penal de Iwahig
La Prisión y Granja Penal de Iwahig se localiza en Puerto Princesa, Palawan, Filipinas y se trata de una de las siete unidades operativas de la Oficina de Asuntos Penitenciarios dependientes del Departamento de Justicia de Filipinas.
El régimen español había designado desde sus inicios a Puerto Princesa, Palawan como un lugar donde se exiliaban a delincuentes condenados a destierro, pero la instalación fue establecida formalmente sólo durante la ocupación estadounidense. El Gobernador Lucas Wright autorizó el establecimiento de una colonia penal en la provincia de Palawan el 16 de noviembre de 1904. Este establecimiento penal, que originalmente comprendía un área de 22 acres, sirvió como recinto para los presos que no se pudieron alojar en la cárcel de Bilibid en Manila. Un centro penitenciario fue creado por los militares estadounidenses en la selva tropical de Puerto Princesa. El teniente George Wolfe, un miembro de la fuerza expedicionaria EE. UU. fue el primer director de la prisión. El gobierno de Estados Unidos aprobó la Ley N º 1723 de 1907, clasificando el lugar como una institución penal. 